# Октоих (книга)

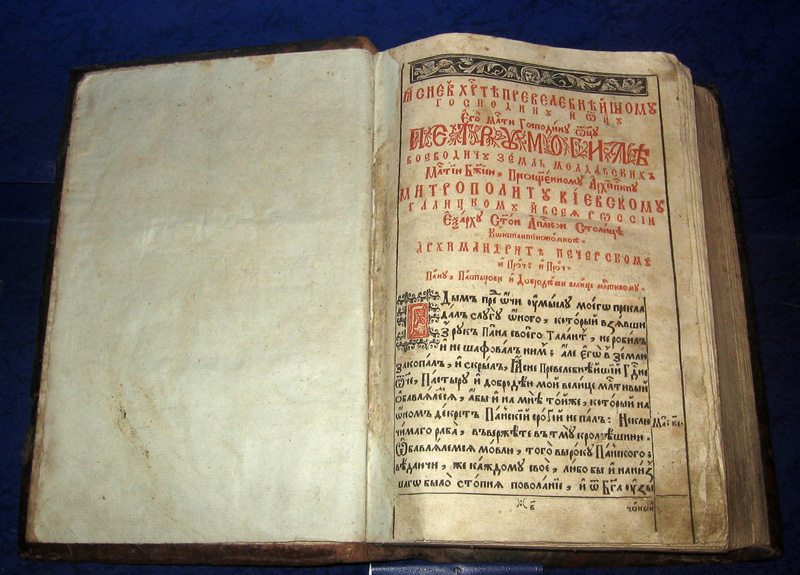
Октоих, изданный в 1630 году Львовским православным братством

Окто́их, Окта́й, Охта́й, Осмогла́сник (греч. Ὀκτώηχος — «восьмигласник» от ὀκτώ — «восемь» + ἦχος — «глас») — богослужебная книга Православной церкви, содержащая в себе чинопоследования вечерни, повечерия, утрени и литургии для шести будничных дней недели, а для воскресных дней, кроме того, — малой вечерни и полунощницы. Все эти песнопения по способу пения разделяются на восемь гласов (отсюда название книги), или напевов, из которых каждый употребляется в продолжение одной седмицы. Название восходит к одноимённой византийской ладовой системе, известной также как «осмогласие».
Составлен в начале VII века; в VIII веке отредактирован и дополнен святым Иоанном Дамаскином. В дальнейшем редактирование Октоиха продолжалось, в него вошли песнопения, написанные в IX веке: каноны на буднях Феофана Начертанного и Иосифа Песнописца; восемь троичных канонов воскресной полунощницы митрополита Смирнского Митрофана. Ещё позже в Октоих вошли троичны Григория Синаита воскресной полунощницы, написанные в XIV веке. Часть песнопений в Октоихе не подписана, и их авторство неизвестно.

## Исторический очерк

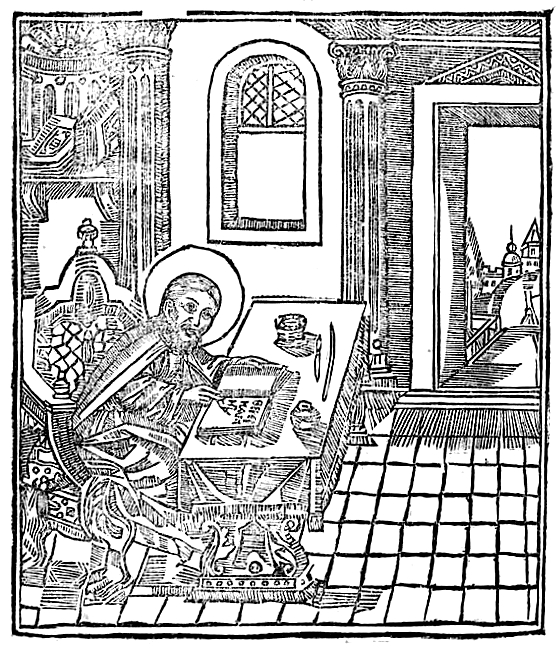
Святой Иоанн Дамаскин за работой. Гравюра из «Октоиха», изданного в Кутеинской типографии в 1646 году

По мнению диакона Владимира Василика, зарождение византийских ихосов, или гласов, могло начаться ещё в доникейскую эпоху на основе античной ладотональной системы, учитывая, что один из древнейших однопеснцев, сохранившийся в папирусе № 466 библиотеки Джона Райланда, пелся на первый плагальный глас, а также упоминание о гласах (ήχοι) в рассказе об авве Памво. Подтверждением тому является свидетельство, согласно которому во времена патриаршества Севира Антиохийского (512—519) в Антиохии уже использовалось осмогласие. Поэтому система октоиха уже до начала VI века должна была пройти долгий период формирования и становления. В древнегрузинском гимнографическом сборнике «Иадгари» приводится фрагмент, который содержит все тропари, каноны и седальны в составе одного блока соответствующей службы, что представляет собой некое подобие октоиха (протооктоих), либо осмогласной части тропология: имеется указание на глас, а содержание тропарей — воскресное. Вероятно, существовал также прототип ирмология: об этом свидетельствует ирмос в начале Εις τό μεγαλύνει. Τήν ύψιλωτέραν των Χερουβίμ («На Величит». «Высшую Херувимов…») — метрический образец для остальных тропарей. К нему указан глас побочный первый (впоследствии — пятый).
Октоих восходит к единому комплексу песнопений тропарно-стихирного типа, предположительно сложившемуся в VII веке и носившему название Тропологий (Τροπολόγιον). Впоследствии единый кодекс распался на минейную (тексты неподвижного годового круга), триодную (тексты подвижного пасхального круга) части и Октоих (тексты седмичного круга). На ранней стадии развития осмогласные комплекты седмичных песнопений получили название Октоих или Параклит (по некоторым текстам, обозначенным как «молебные», παρακλητικόι). Оба названия — Октоих и Параклит — в ранней литургической практике могли применяться для собраний текстов с одними и теми же посвящениями, но также могли интерпретироваться по-разному в различных местных традициях. Древнейший дошедший до наших дней Октоих (только тексты, фрагментарно, без музыкальной нотации) был составлен в конце VIII — начале IX веков; ныне известен как Параклит монастыря Св. Екатерины на Синае с сигнатурой Sinait. gr. 776. Древнейший русский Параклит (с музыкальной нотацией), составленный не позднее второй половины XII века в Великом Новгороде, хранится ныне в РГАДА под сигнатурой Тип. 80.

## Октоих в богослужении Русской Церкви

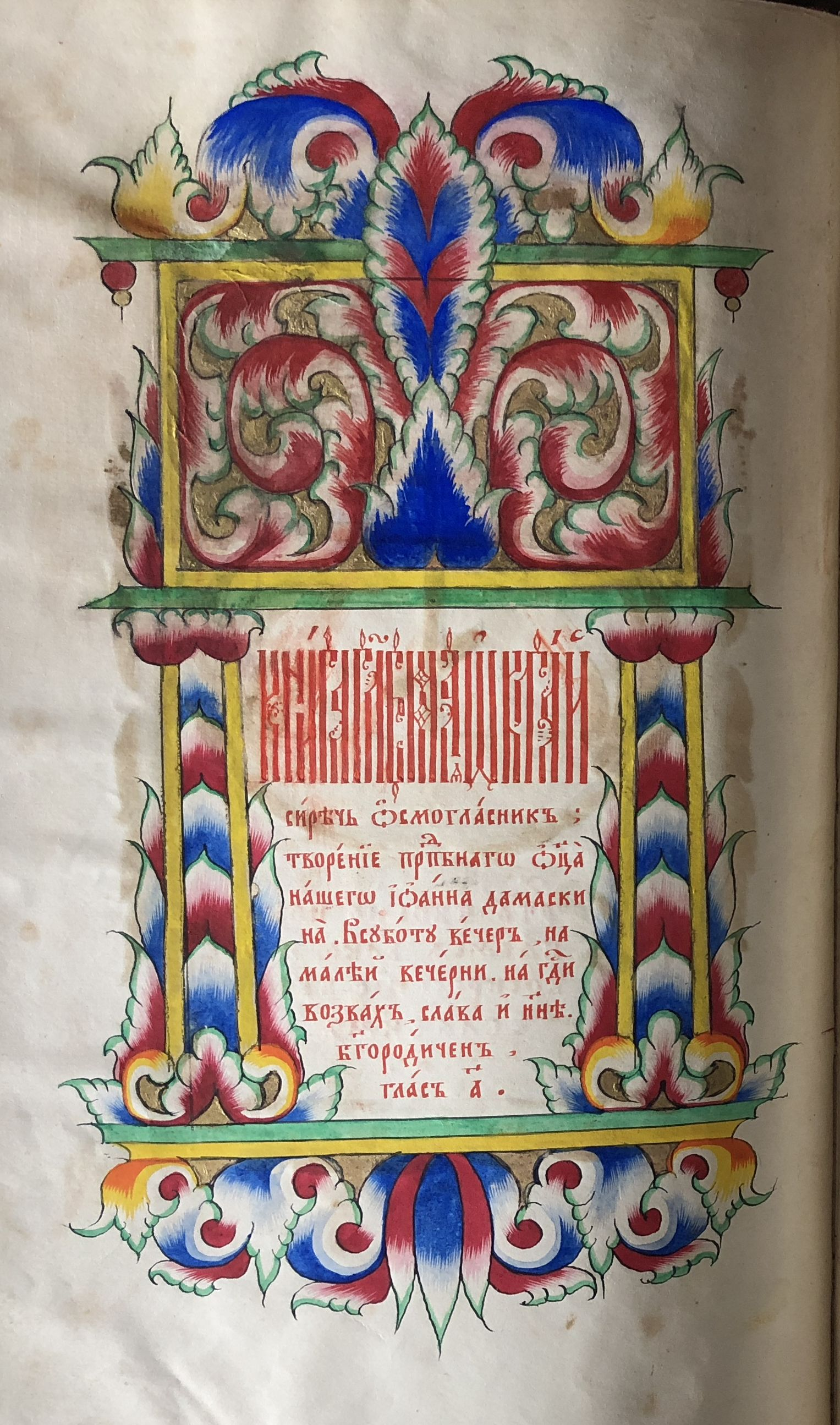
Старообрядческий рукописный Октай (Гуслицы, конец XIX века)

Грузинский Иадгари (тропологион, X век)

Богослужебная книга под данным названием незначительно отличается по своему содержанию в Церкви Греческой и Русской (небольшая разница в отдельных седальнах).
В первой она содержит изменяемые молитвословия для служб воскресных дней (Недель) восьми гласов. Полный же вариант обычно именуется Παρακλητική.
В Русской Церкви Октоих содержит тексты изменяемых молитвословий восьми гласов для каждой из восьми недель (седмиц) восьминедельного круга восьмигласника. То есть, каждый из восьми разделов Октоиха (гласов) содержит особые песнопения для всех седмичных дней, с воскресенья по субботу. Это песнопения суточного круга: вечерни, повечерия, утрени и Божественной Литургии, а для воскресных дней (Недель), кроме того, — малой вечерни и полунощницы. Семь таких служб, иначе восследований, которые принадлежат семи дням седмицы и поются в продолжение седмицы единым мелодическим способом, одним напевом, то есть «гласом».
Пение Октоиха начинается непосредственно с самой Пасхи (стихиры Октоиха вошли в Цветную Триодь) с первого гласа, и стихиры поются всю Светлую седмицу, на каждый день Светлой седмицы приходится свой глас (исключая седьмой глас). Начиная с вечера Светлой Субботы (который есть уже начало Воскресенья — Антипасхи), Октоих поётся на повечерии. На каждые семь дней, начиная с субботы вечера, приходится свой глас. Фомино воскресение (первое воскресение по Пасхе) и последующие за ним шесть дней это первый глас, Неделя жён-мироносиц (второе воскресение по Пасхе) и последующие за ним шесть дней — это второй глас, и далее по порядку каждые семь дней, начиная с вечера под воскресение, свой глас. Когда проходит восемь седьмиц или 56 дней (восемь гласов × семь), то опять начинается первый глас с богослужения вечера под воскресение. Такая последовательность сохраняется в продолжении всего года. Например, Неделя всех святых приходится через 49 дней после Антипасхи — это восьмой глас, а следующее воскресение за Неделей всех святых, то есть через 56 дней после Фоминой Недели — это первый глас. Пение Октоиха оканчивается в Лазареву субботу. Пение всех восьми седмиц и недель (воскресений) называется в Уставе столпом. Таких столпов в году шесть. Все они начинаются в определённое время. Столпы гласов в разные годы начинаются не в одни числа. Когда начинается каждый столп Октоиха в определённом году, указано в Пасхалии зрячей.